# Cecilia Andrén-Nyström
Cecilia Safaee (tidigare Andrén-Nyström), född 11 november 1991, är grundare och VD för organisationen Futebol dá Força (fotboll ger kraft), en organisation som verkar i Moçambique, Zambia, Finland och nu även i Sverige.
Hon vill med Futebol dá Força skapa ett tryggare samhälle för alla. Genom att organisera mötesplatser för tjejer att helt förutsättningslöst kunna träffas och ha roligt tillsammans stärks självkänslan och tjejerna får möjlighet att hitta sin egen väg i livet. Syftet är att skapa bättre möjligheter för unga kvinnor att leva ett självständigt, hälsosamt och säkert liv. Andrén-Nyström har gett tjejer möjligheten till ett bättre självförtroende och självkänsla såväl som utbildat dem i mänskliga rättigheter, med fokus på kvinnors rättigheter, familjeplanering, sexualitet och entreprenörskap. Tanken med det är att stärkta individer och även stärka samhällen.

## Biografi
Redan som sexåring började hon spela fotboll, men drömmen om en proffskarriär fick hon lägga på hyllan när hon skadade sig i tonåren. Fotbollen har trots det alltid varit en viktig del i hennes liv. Istället blev hon tränare åt två tjejlag.
Hon är delvis uppvuxen i Zambia och Zimbabwe, där hennes föräldrar arbetade med bistånd. I september 2011, i samband med att hennes mamma skulle flytta till Moçambique, bestämde hon sig för att följa med och försöka förverkliga sin idé. Andrén-Nyström började sitt arbete med ett fotbollslag 2011, med sig själv som enda tränare. År 2013 fanns 6 000 spelare och 400 ideella ledare i sammanlagt fyra länder. Förutom i Moçambique har organisationen verksamhet i Finland, Sverige och Zambia.
Hon tilldelades Kompassrosen 2014 inom ideell sektor för att hon "med mod i beslut och långsiktigt ansvar för en hållbar verksamhet har förändrat världen för tusentals tjejer som fått kunskap, en tro på sig själva och goda värderingar med fotbollen som samlingsplats".

## Priser och utmärkelser
- Börjes Fredspris, Svenska Freds- och Skiljedomsföreningen, 2012[4]
- Ten Outstanding Young Persons of the World award (TOYP), 2012
- Fryshuset Rotary Award, 2013[5]
- Kompassrosen, 2014[3]
- Innovation in Action One Wish Award för exceptionella idéer och enastående insatser, 2015 [6]
- Women Shape the World Award, 2016
- Women in Sport Prize, 2017[7]